# 高元勲
高 元勲（コ・ウォンフン、고원훈、日本名：高元 勲（たかもと いさお）、1881年2月29日 - 1950年）は、日本統治時代の朝鮮の官僚、企業家である。

## 生涯
慶尚北道聞慶郡山陽面薪田里（신전리）で生まれた。日本の明治大学に留学し、1910年7月に同大学法科を卒業し、1911年8月に朝鮮総督府の警部として採用され、1913年に普成法律商業学校（보성법률상업학교：後の高麗大学校の前身）に移って教授として在職し、1920年からはこの学校の校長も務めた。普成法律商業学校は1921年に専門学校認定を受けて普成専門学校に昇格し、高元勲は朝鮮人が建てた最初の専門学校の校長となった。一方、1920年7月には朝鮮体育会（조선체육회：大韓体育会の前身）の初代理事長に選出され、1921年には会長となった。
1920年には、総督府訓令により設置された臨時教育調査委員会に、李完用、石鎮衡とともに、3名だけ選ばれた朝鮮人委員のひとりとなった。調査委員会において「進歩派教育者の代表」と目されていた高元勲は、普通教育における教授用語を日本語に統一することになる「内鮮共学」に強く反対した。
1920年代初め、朝鮮人の教育改善に努めながら、思うような成果を得られなかった高元勲は、心境の変化があったとして、官僚の道へと転じた。
1924年4月、朝鮮総督府中枢院参議となり、道参与官として官僚の道を歩んだ。全羅南道（1924年12月）、慶尚北道（1926年）、平安南道（1929年）、京畿道、平安北道（1930年4月）で参与官を務め、1932年9月には全羅北道道知事となった。1935年に朝鮮総督府が編纂した『朝鮮功労者名鑑』に朝鮮人功労者353人のうちの1人として収録された。
1930年代後半からは戦争支援に積極的に立ち、時局講演会に参加した。1937年9月には慶尚北道各地を巡り、内鮮一体と皇道実践を主張する講演をした。1938年7月には京城女子高等普通学校（경성여자고등보통학교：京畿女子高等学校の前身）で開かれた総督府後援の時局対策講演会で「일본의 수호신이 되라（日本の守護神になろう）」という内容の講演をした。また、1940年10月に結成された国民総力朝鮮同盟（국민총력조선동맹）では、理事や、錬成部の錬成委員などの役職を務め、1941年には興亜報国団を組織して常任委員になり、この団体の結成式の際には座長に選出されて、「출전장병의 노고를 감사한다（出戦将兵の労苦を感謝する）」という講演をした。
さらに、1938年に結成された国民精神総動員朝鮮連盟にも加担し、1941年8月には、臨戦対策協議会を組織して委員となり、同年10月には平壌と春川で当時結成予定にあった朝鮮臨戦報国団の使命を解説する講演をした。この頃、いわゆる創氏改名を勧める講演をしながら、自分も姓を「高元」、名前を「勲」に改めた。
高元勲は、東光製糸（동광제사）の社長として名を挙げられたが、これを拒んだ。1944年、彼は日帝の侵略戦争に使用する飛行機を生産するために金秊洙らと一緒に、朝鮮航空工業株式会社を設立して取締役となった。この会社は日帝の侵略戦争に動員される飛行機を製作する企業だった。1945年2月に大和同盟を作って審議員となり、同年6月に大義党を組織して委員職を務めた。
朝鮮戦争の時に拉致され、1950年11月ころ、江界近くの山中で強行中に死亡したと伝えられる。

## 死後
2002年に民族正気を立てる国会議員の会が選定した「親日派708人名簿」と、2008年に民族問題研究所が『親日人名辞典』に収録するためにまとめた「親日人名辞典収録予定者名簿」に収録された。2005年、高麗大学校の校内団体である日帝残滓清算委員会（일제잔재청산위원회）が発表した「高麗大100年の中の日帝残滓 1次人物（고려대 100년 속의 일제잔재 1차 인물）」10人名簿や、2009年に親日反民族行為真相糾明委員会が発表した「親日反民族行為705人名簿」にも含まれた。